# Johann Anton Weinmann
Johann Anton Weinmann (Würzburg, 23 de dezembro de 1782 - Palácio de Pavlovsk, São Petersburgo, 5 de agosto de 1858) foi um botânico russo-alemão que serviu como "Inspector dos Jardins", em São Petersburgo, Rússia. Ele descreveu várias novas espécies de plantas e fungos.

## Obras
- Der botanische Garten der Kaiserlichen Universität zu Dorpat im Jahre 1810. (1810).
- Elenchus plantarum horti Imperialis Pawlowsciensis et agri Petropolitani. (1824)
- Hymeno- et Gasteromycetes hujusque in imperio Rossico observatas recensuit … (1836)
- Enumeratio stirpium in agro Petropolitano sponte crescentium. (1837).